# باشگاه فوتبال بیتون
باشگاه فوتبال بیتون (به انگلیسی: Bitton Association Football Club) یک باشگاه فوتبال در شهر بیتون، کشور انگلستان است که در سال ۱۸۹۲ میلادی تأسیس شده‌است.